# Carex nangtciangensis
Carex nangtciangensis là một loài thực vật có hoa trong họ Cói. Loài này được Pamp. mô tả khoa học đầu tiên năm 1915.